# Роман (місто)
Роман, Романів Торг (рум. Romanⓘ) — місто на північному сході Румунії, у Румунській Молдові, в жудеці Нямц.

## Географія
Місто розташоване в центрі історичного регіону Молдова, в Романській западині, на північ від впадіння річки Молдова в Серет та за 82 кілометри від Ясси, колишньої столиці королівства Молдова.

## Історія
Перші згадки про поселення знаходяться в Новгородському літописі, датованому близько 1387 року та в літописі Нестора. Вважається, що назва міста походить від Романа I Мушата, який також був засновником міста. 
Протягом усієї своєї історії Роман був одним із найважливіших міських центрів Молдови, будучи космополітичним містом завдяки присутності кількох етнічних груп, включаючи, крім румунської громади, важливі громади вірмен, євреїв.
У 1950 році Роман набув статусу обласного міста і став центром району Роман в регіоні Бакеу. Адміністративна реформа в 1968 році не відновила Романський повіт, місто отримало статус муніципалітету та перейшло до повіту Нямц.

## Населення
Чисельність населення міста, станом на 2021 рік, налічує 48,644 мешканців.
Згідно з переписом населення, проведеним у 2021 році, населення муніципалітету Роман становить 48 644 жителів, що менше порівняно з попереднім переписом 2011 року, коли було зареєстровано 50 713 жителів. 
Більшість жителів – румуни (81,05%), меншість – роми (2,18%), а для 16,4% етнічна приналежність невизначена. З релігійної точки зору більшість жителів православні (69,15%), меншість римо-католики (11,52%), а для 17,75% релігійна приналежність невідома.

## Економіка
У місті діє завод сталевих труб, розвинута машинобудівна, харчова (цукрова, маслобійна) промисловість, виробництво будівельних матеріалів.

## Міста партнери
- Кам'янець-Подільський, Україна.[3]

## Галерея

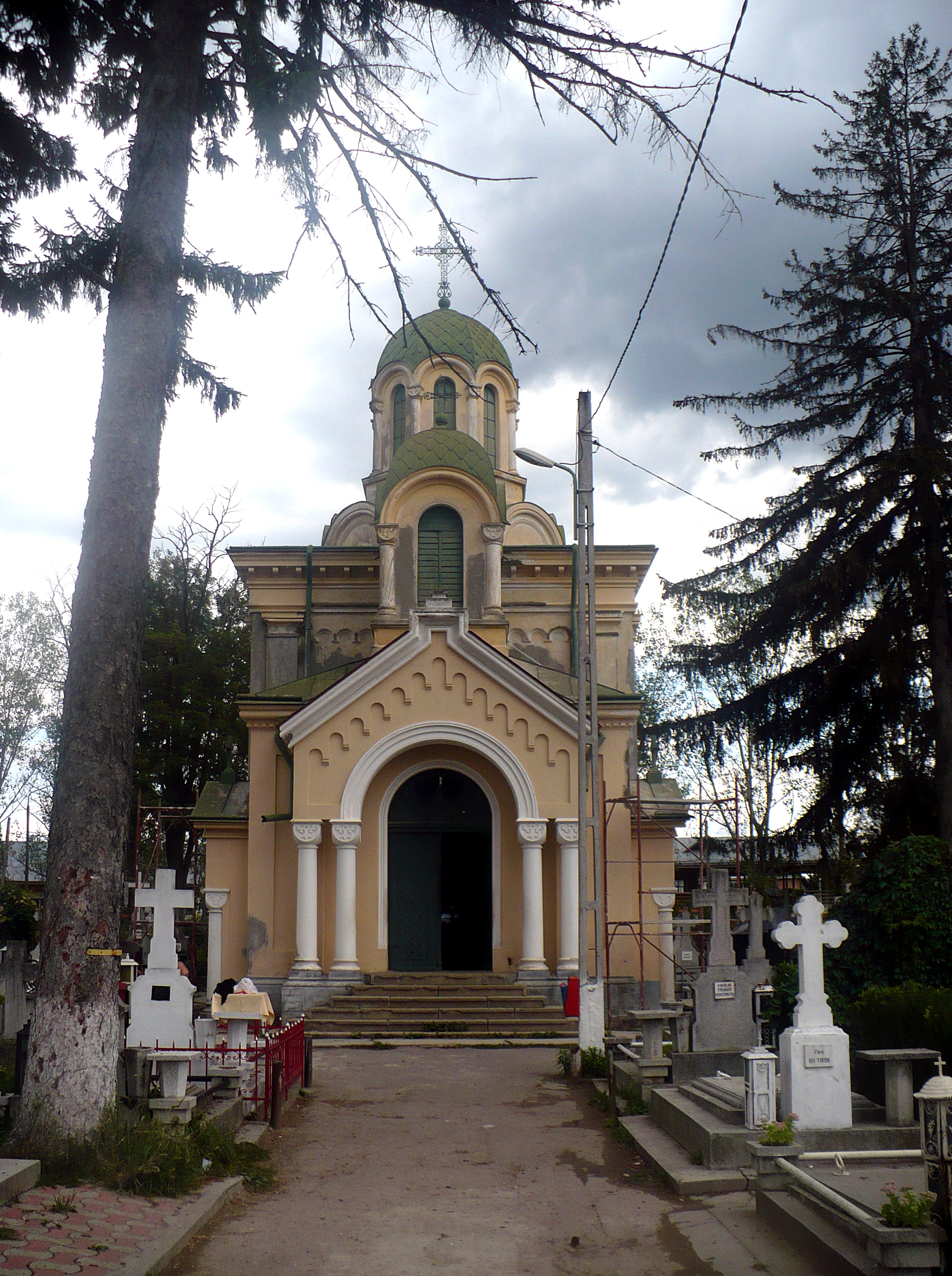
Вірменська каплиця
Міський культурний центр
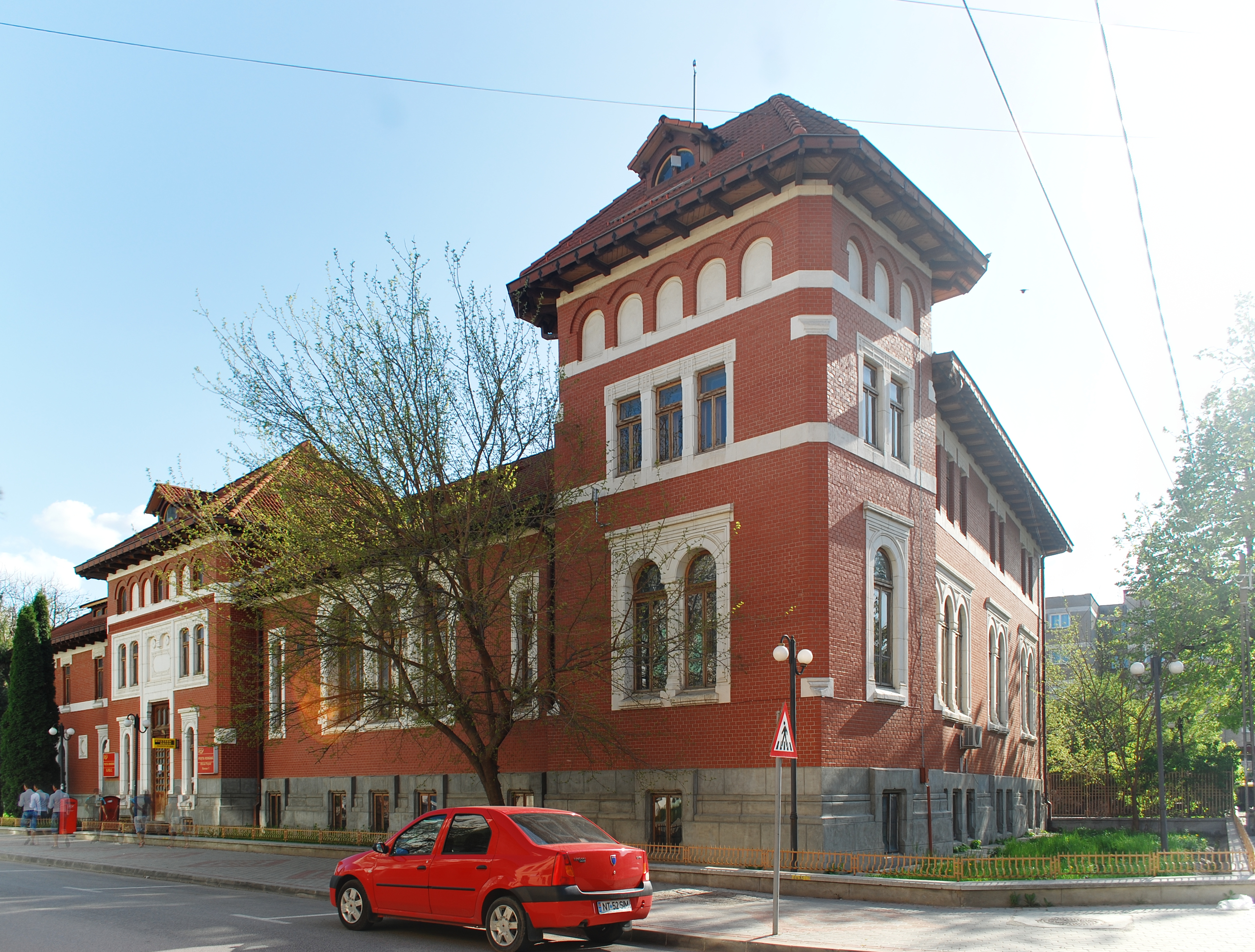
Будинок Пошти
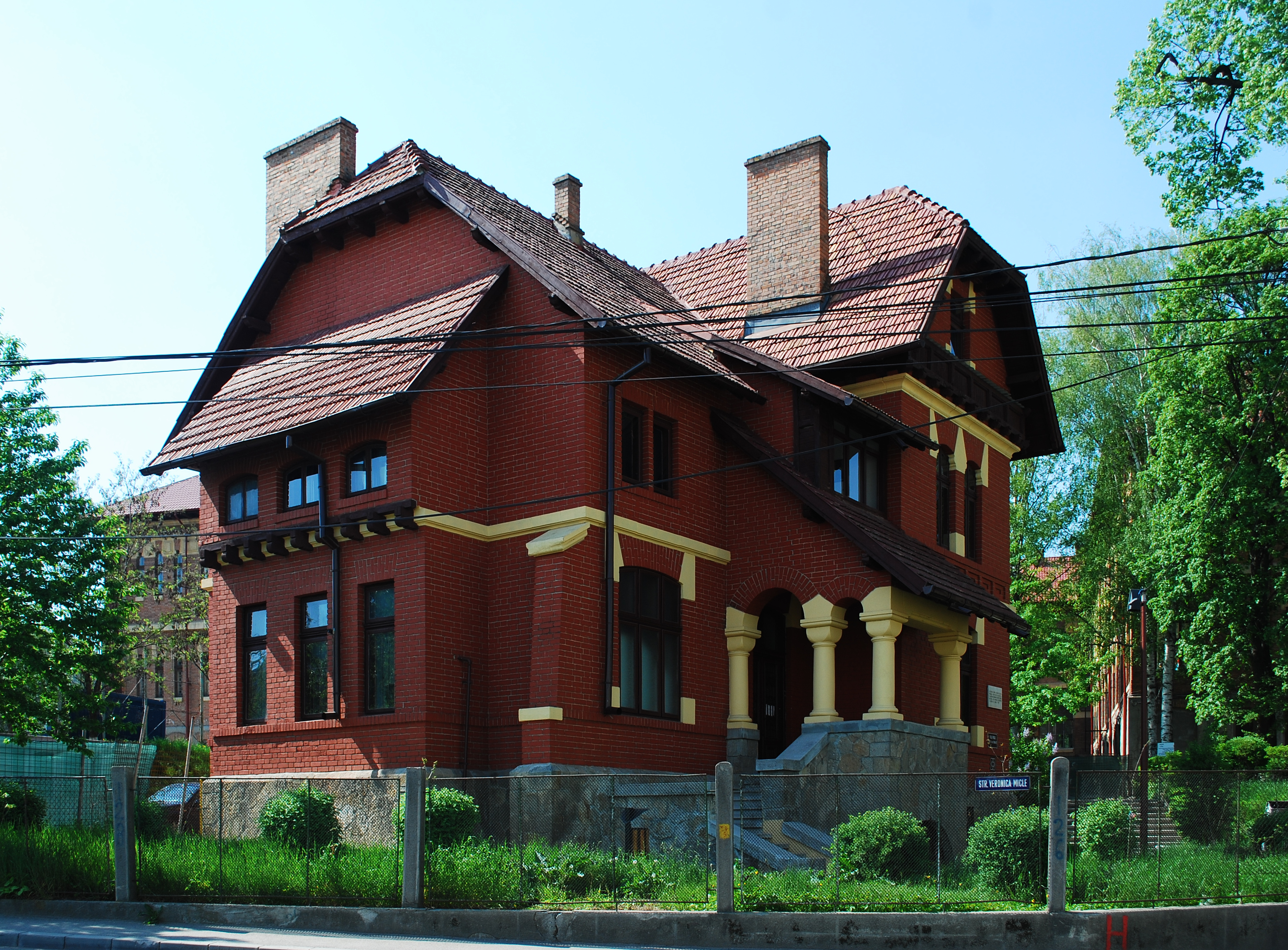
Вілла Калістрата Гоґаса
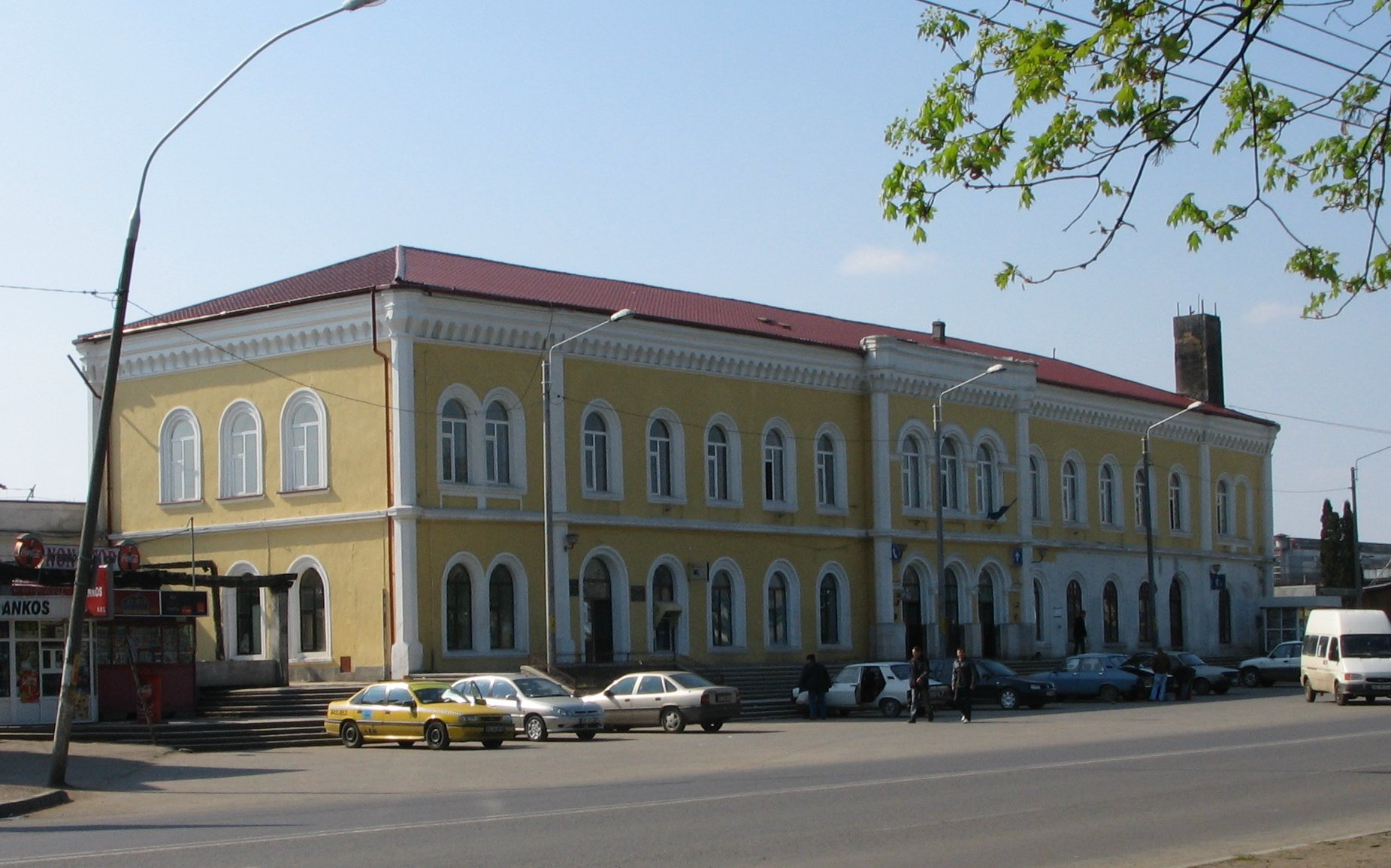
Залізничний вокзал
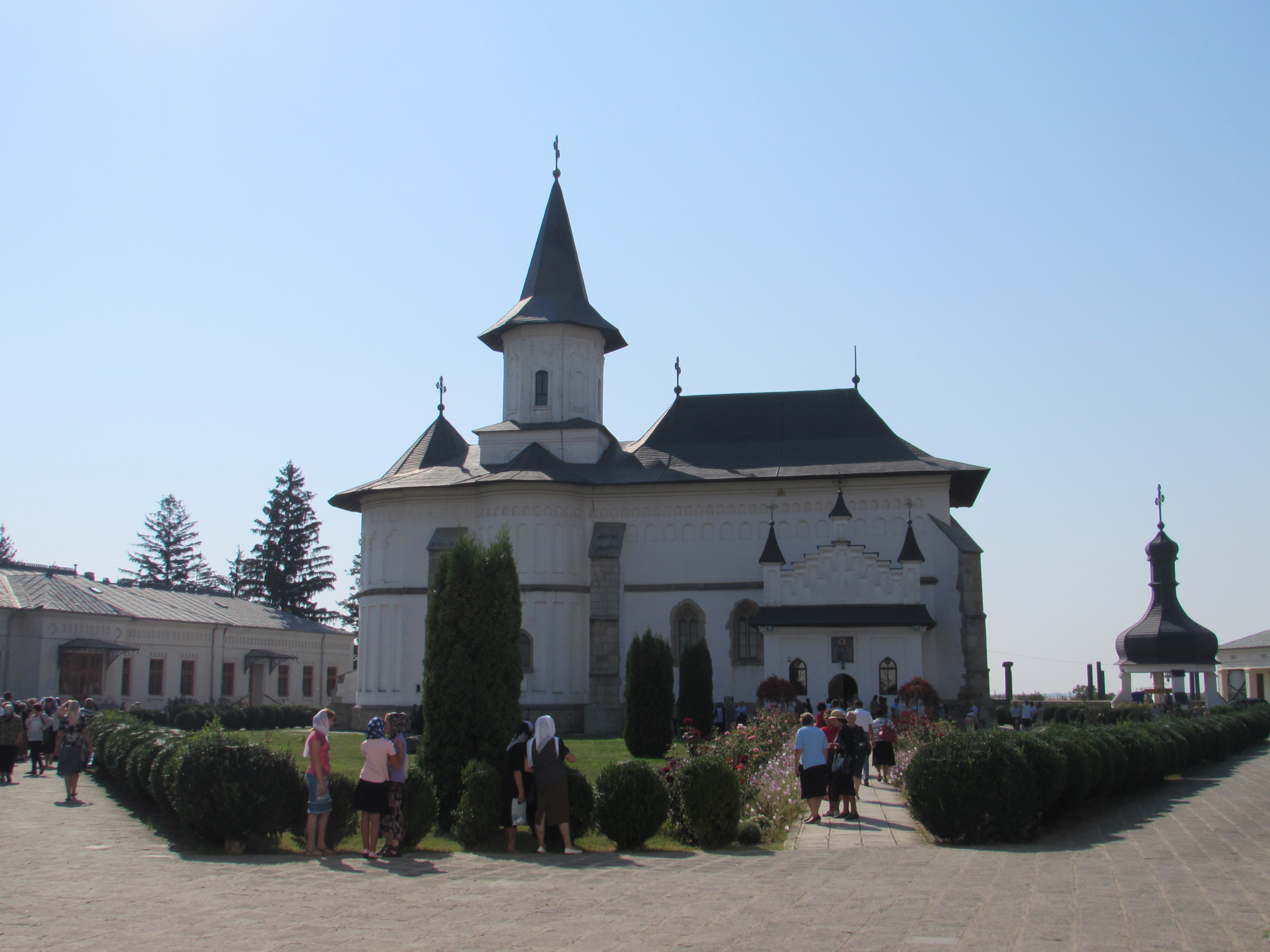
Архієпископський собор
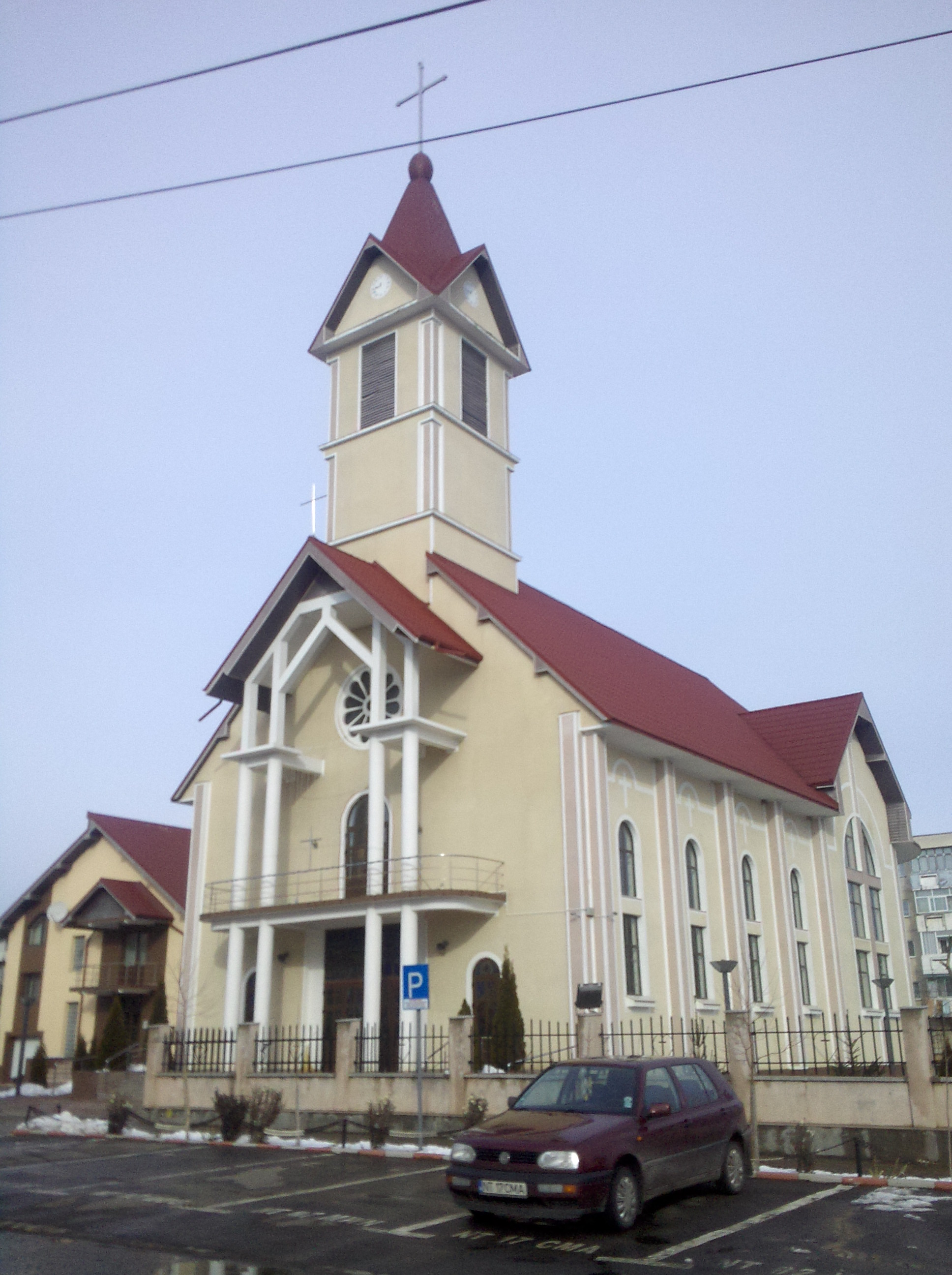
Міський костел

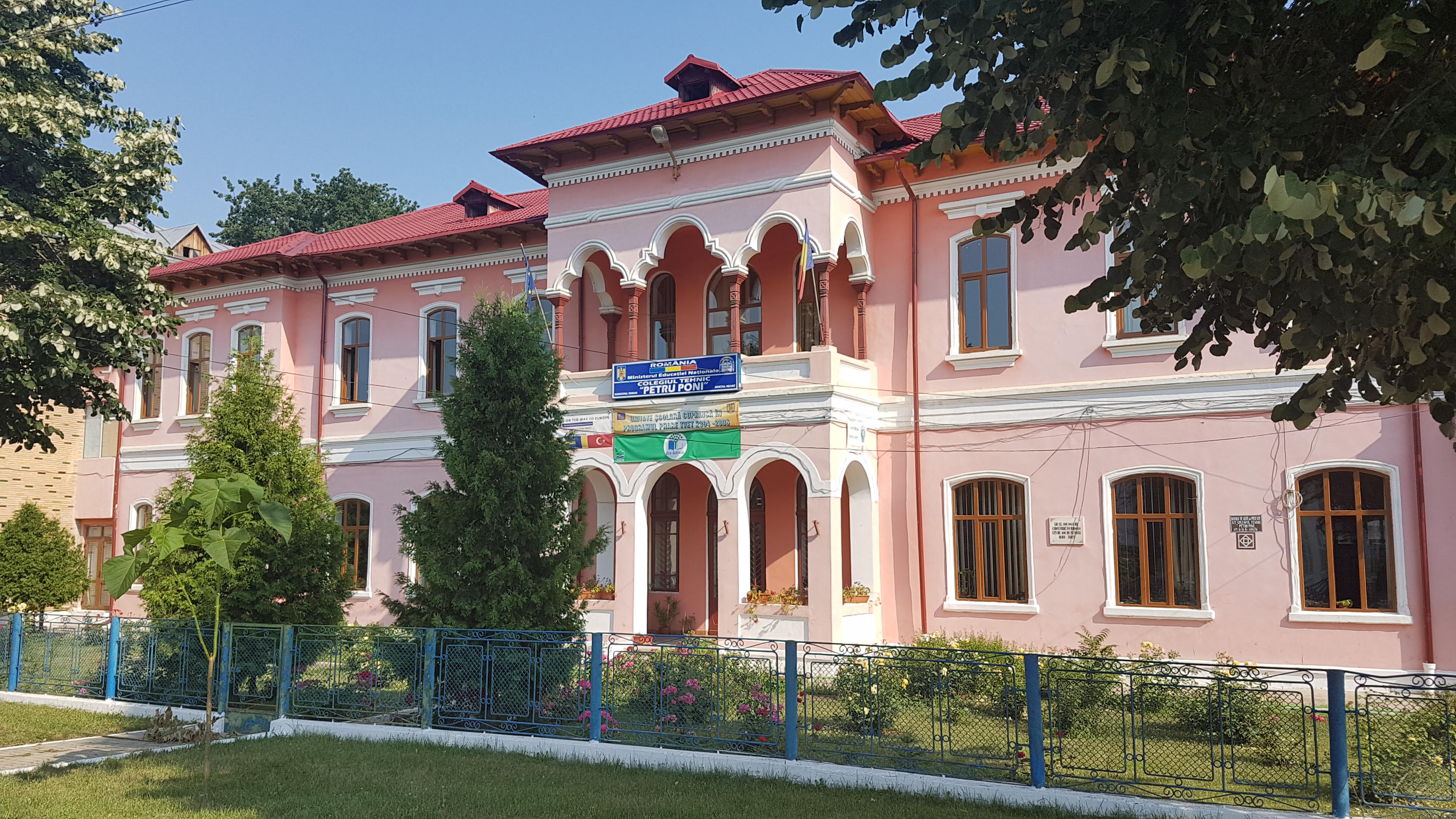
Технічний коледж імені Петру Поні
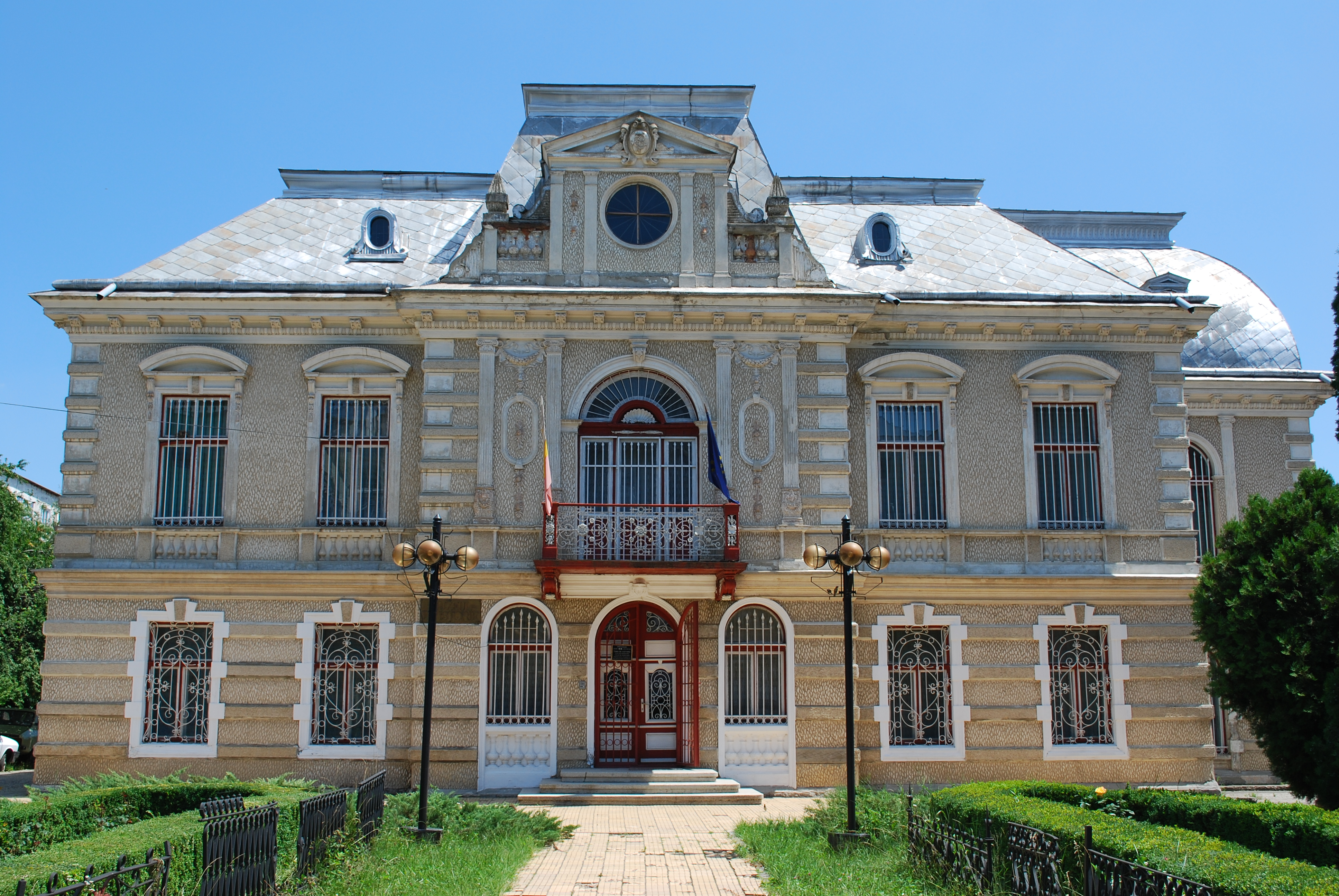
Музей історії Румунії (Будинок Невруцці)
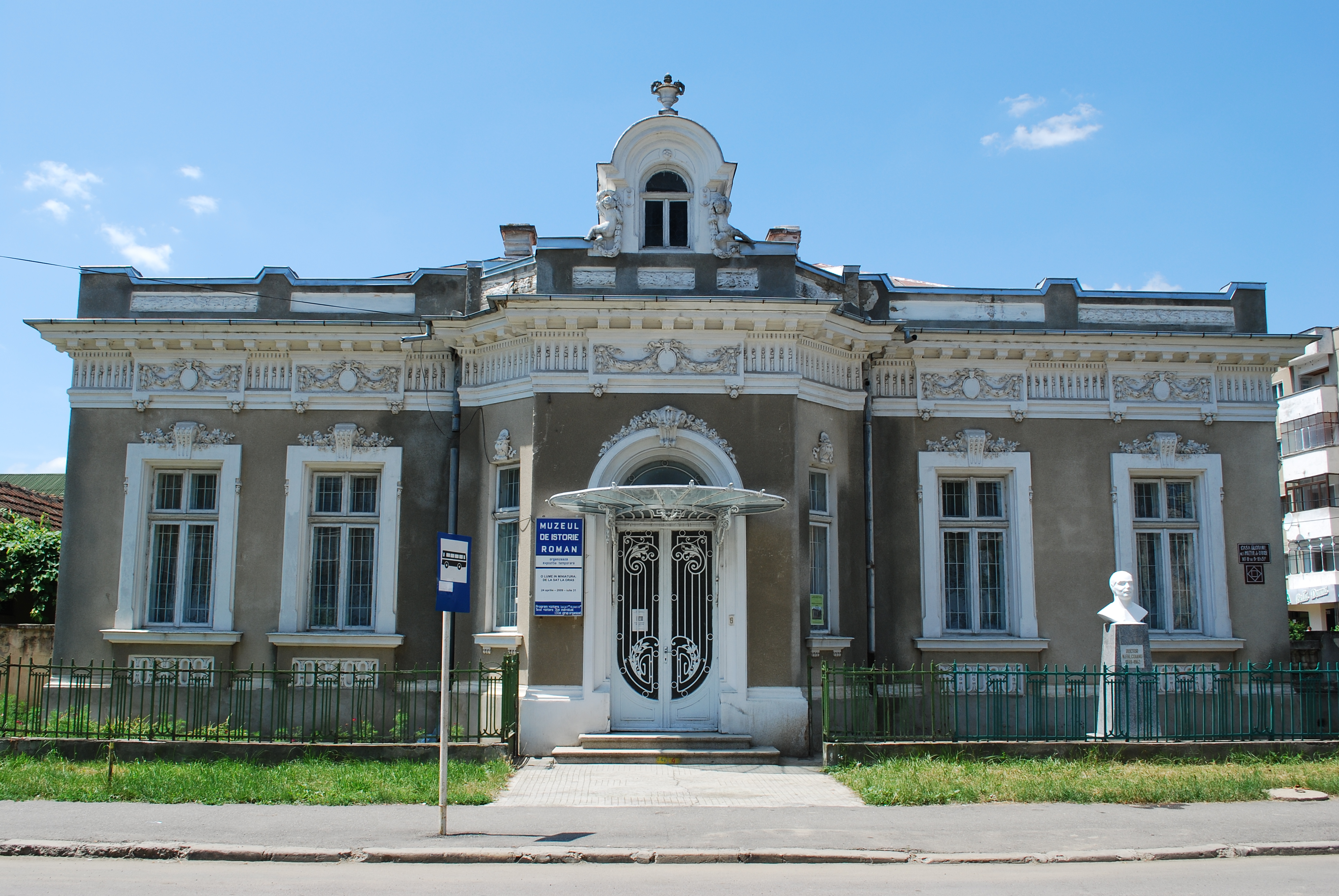
Музей історії Румунії (старе приміщення)
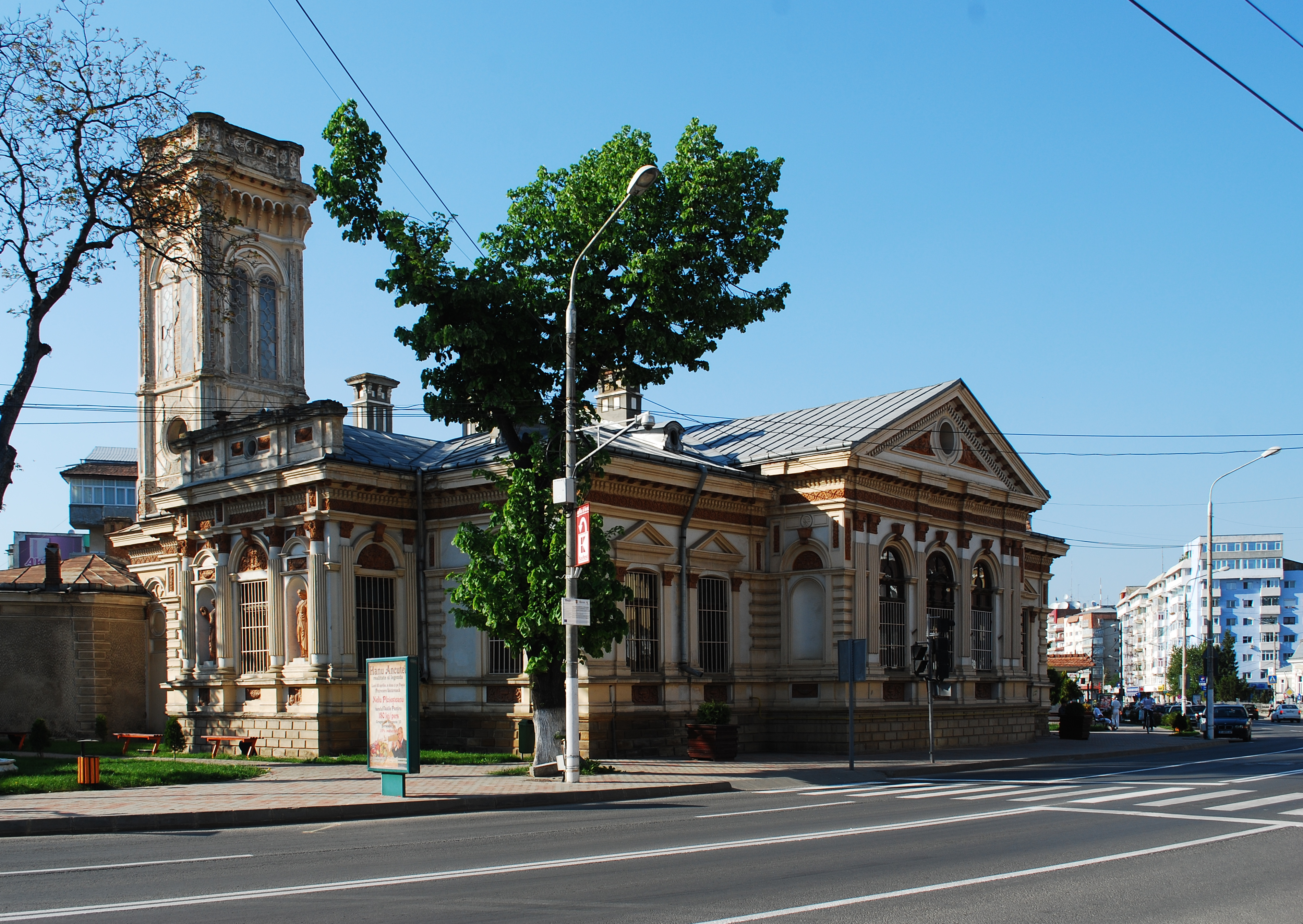
Будинок купця Василе Йоахима
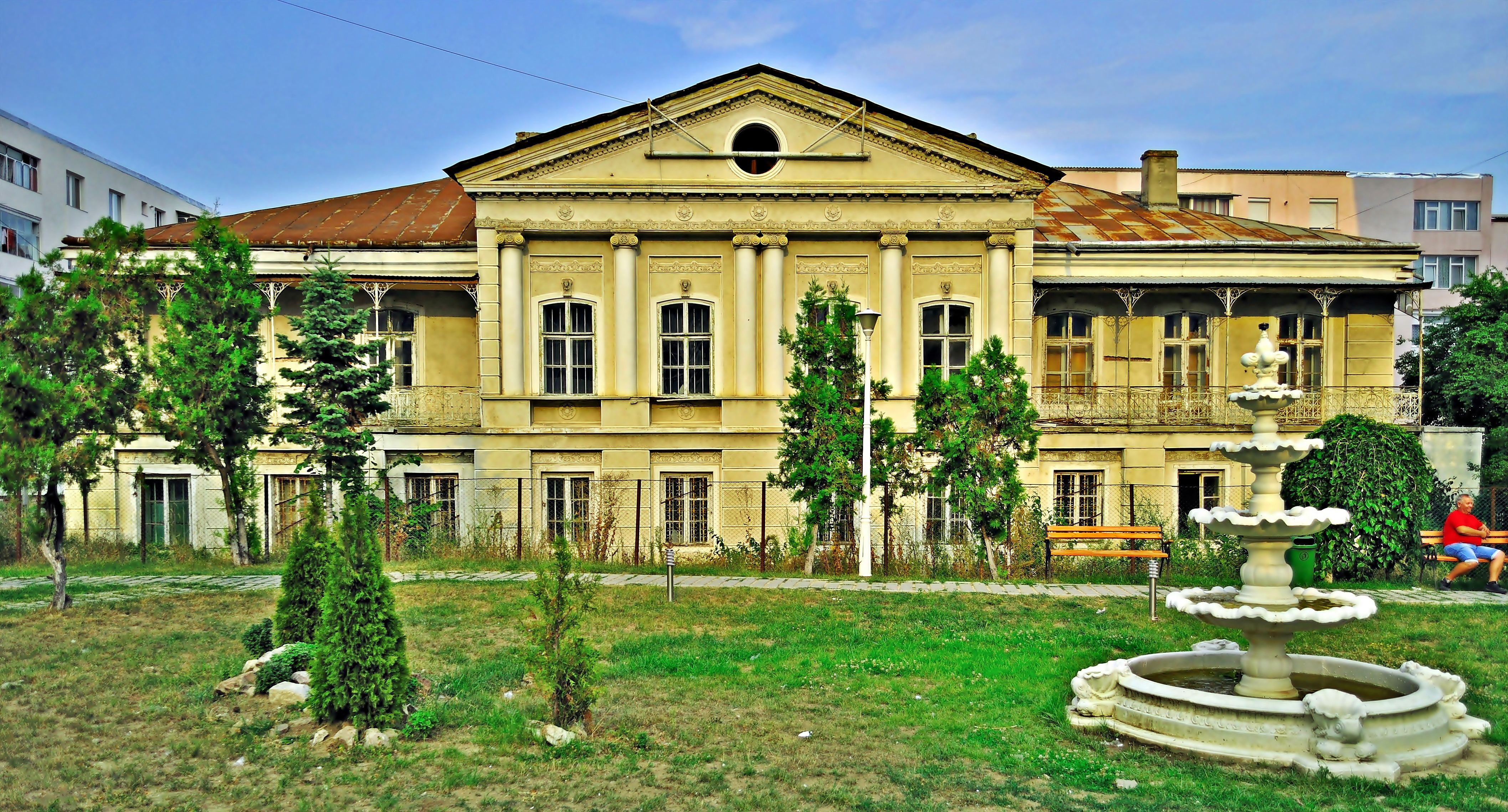
Будинок Серджіу Челібідаке
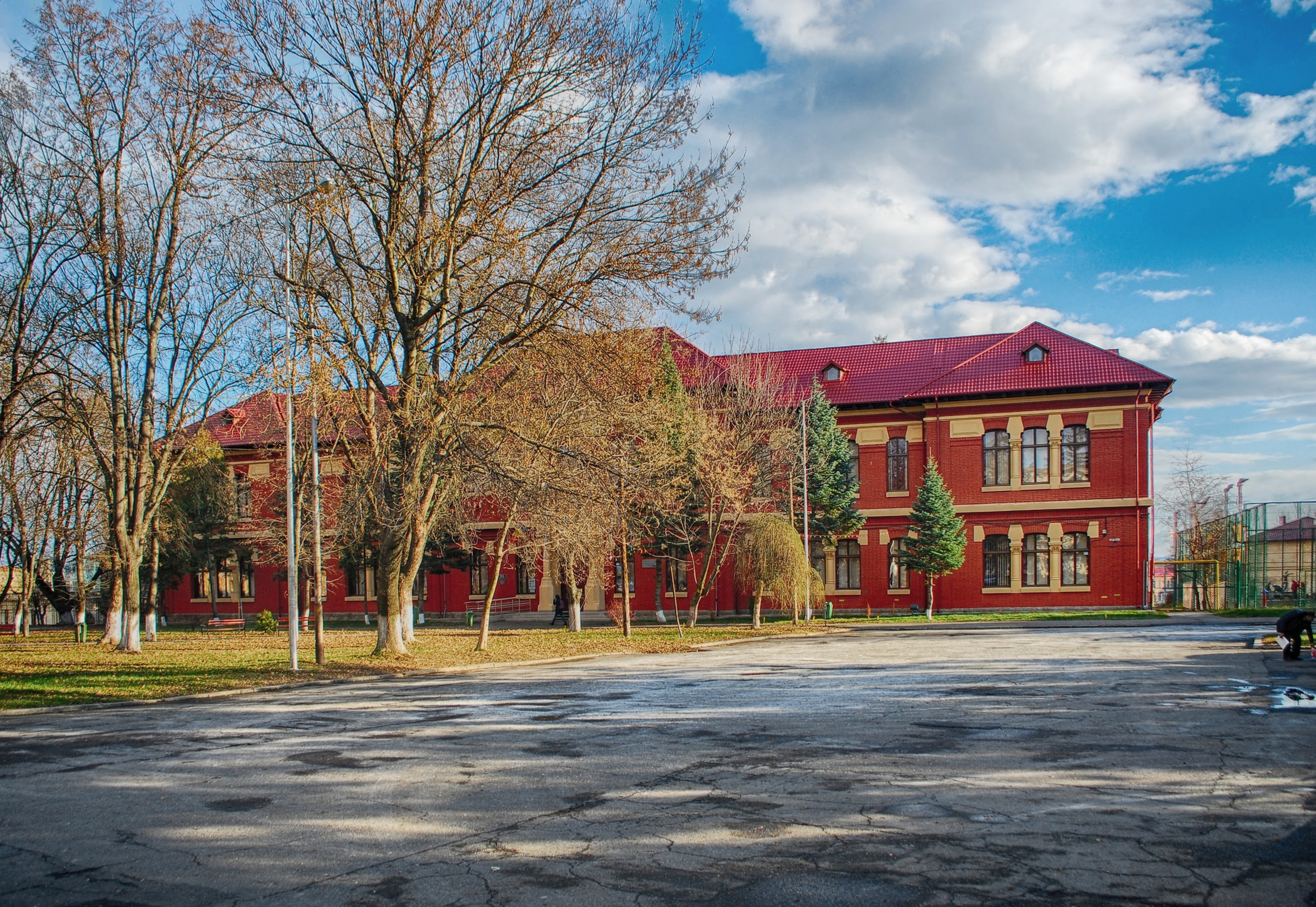
Національний коледж Воде
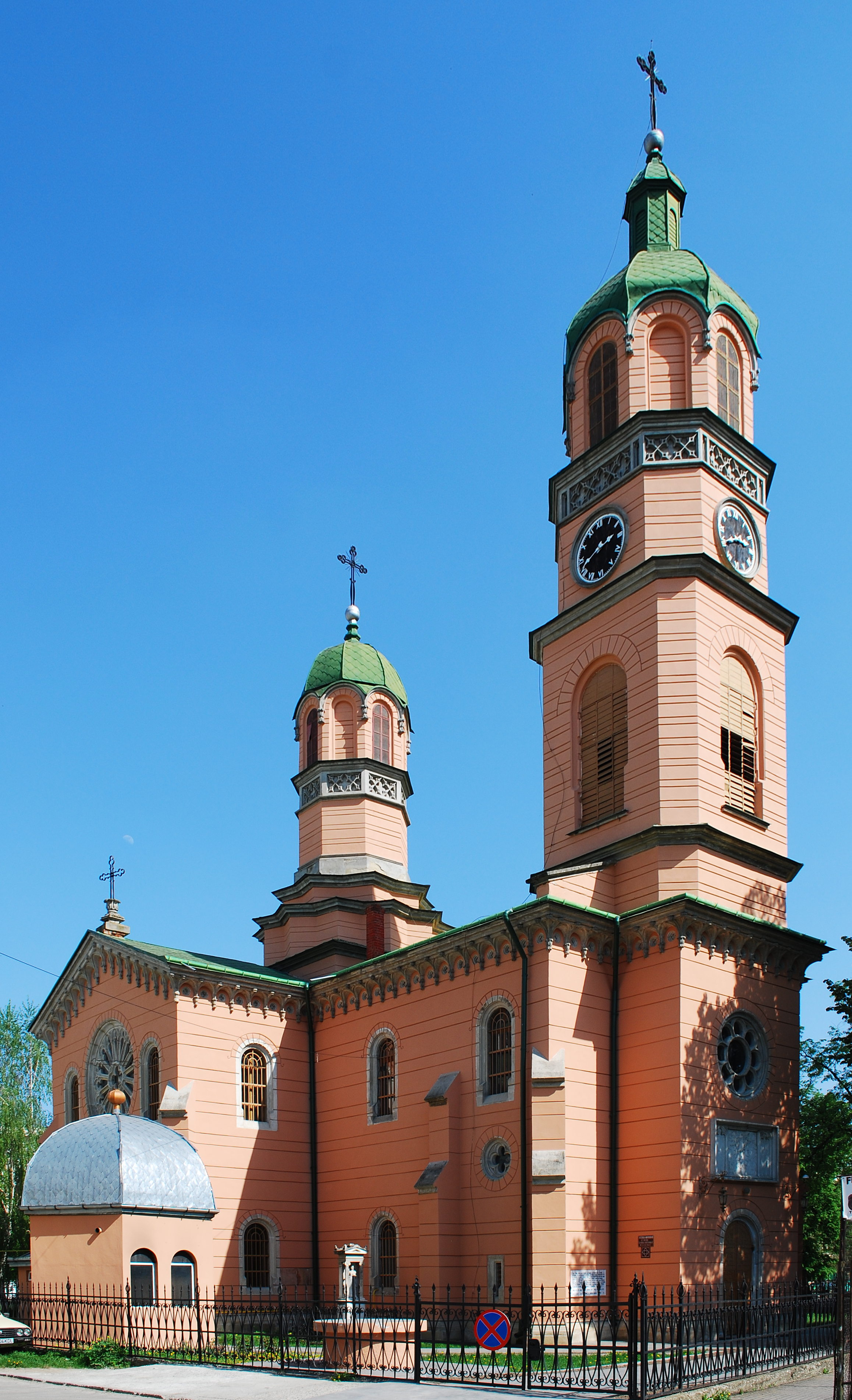
Вірменська Церква Пресвятої Богородиці
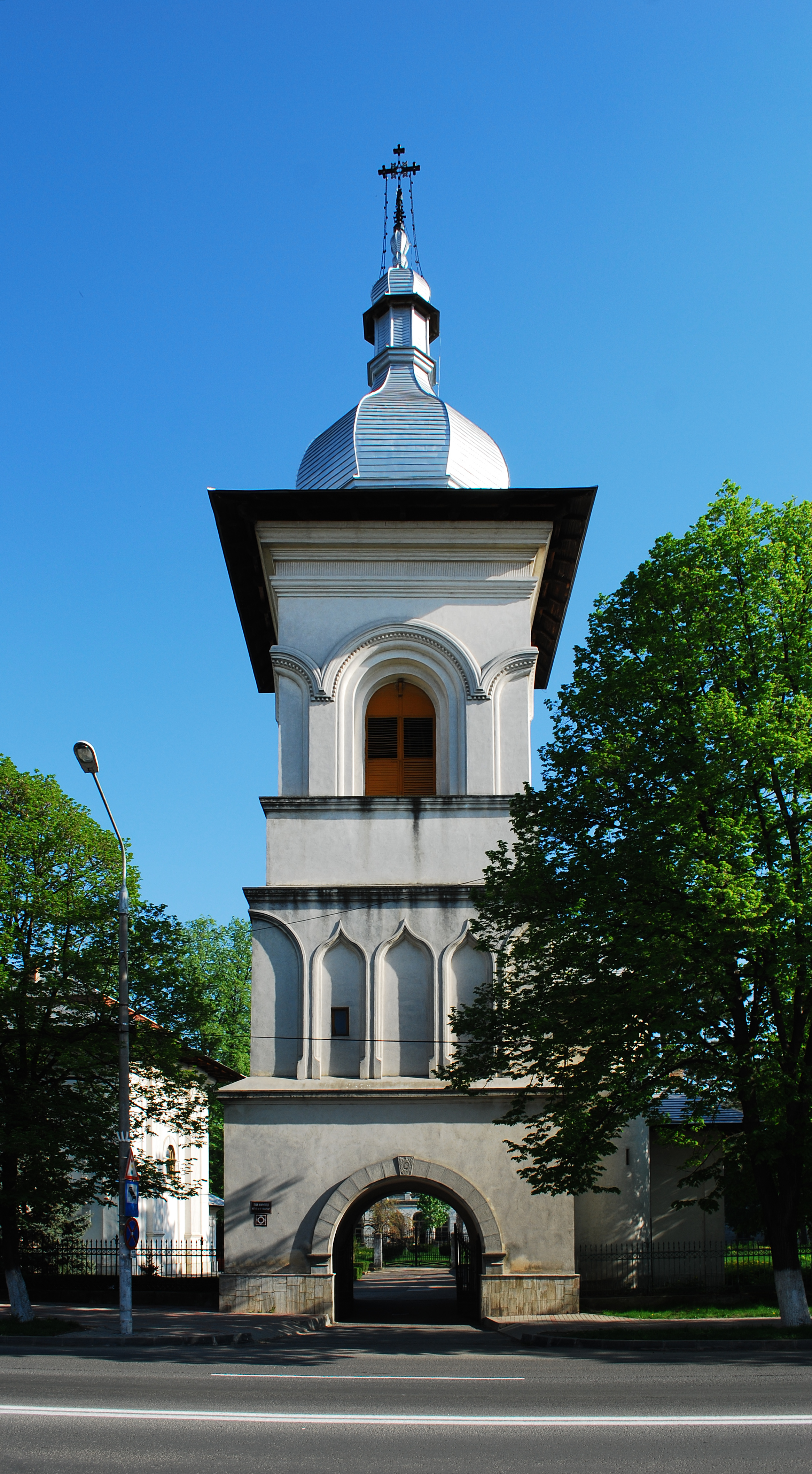
Дзвіниця Церкви Успіння Пресвятої Богородиці